# زاميا توركهايمية
زاميا توركهايمية (الاسم العلمي:Zamia tuerckheimii) هي نوع من النباتات تتبع جنس الزاميا من الفصيلة الزامية.